# Kitty (film 1945)
Kitty è un film del 1945 diretto da Mitchell Leisen.